# 天使のいる図書館
『天使のいる図書館』（てんしのいるとしょかん）は2017年公開の日本映画。ウエダアツシ監督作品。

## 概要
2016年4月25日に奈良県の大和高田市、御所市、香芝市、葛城市、広陵町で構成される葛城地域観光協議会総会で葛城地域観光振興シネマプロジェクトが発足した。プロジェクトでは葛城地域に実在する図書館を舞台とした映画の製作を発表し、本作が製作された。
撮影は2016年10月から行われ、全て葛城地域で行われた。
新人司書が図書館で出会う人々との交流を通して地域の歴史や文化に触れて、人間的に成長していくさまを描く。
奈良県では2017年2月11日から先行公開され、全国公開は2月18日から。
2017年10月3日にDVDリリース。

## あらすじ
吉井さくらは新人司書として地元の図書館に就職し、レファレンスサービスの担当となった。
ある日、図書館を訪れた老婦人芦高礼子に1枚の古い写真を見せられる。さくらは、写真の場所へ行くことを望んでいると思い、礼子をその場所へと連れて行く。それをきっかけに礼子も度々、違う写真を持ってくるようになり、さくらと礼子は葛城地域の名所を巡るようになる。礼子との会話から、さくらは亡くなった祖母を思い出し、単なる図書館の利用者としてではなく、礼子のために頑張りたい思う気持ちが、さくらに芽生えてくる。
そんなある日、写真の場所へと行く約束だったにもかかわらず、礼子は図書館に姿を見せなかった。その次の日、礼子の孫芦高幸介がさくらの前に現れる。
さくらの家である天神社で毎日のように酒盛りをする近所の男性から、礼子が持っている写真に写っている男性が過去にコンクールで入賞したことのある人物であることを知ったさくらは、図書館の縮刷版を調べてその男性が職場の同僚である田中草一朗であることを見つけ、礼子が図書館を訪れていたのは、写真について調べるためではなく草一朗の顔を見るためであったことを知る。
さくらは草一朗に礼子の思いを伝えようとするが拒絶される。
さくらは入院している礼子を訪れ、幸介とともに礼子を連れて、礼子と草一朗の思い出の地であるススキ野原を訪ねる。三人が景色を眺めているところに草一朗が現れる。
幸介がさくらに二人で再びススキ野原を訪ねようと話すシーンで映画は幕を閉じる。

## 登場人物
- 吉井さくら：主人公。新人司書[1][4]。
- 芦高礼子：図書館に来た老婦人[1]。
- 芦高幸介：礼子の孫[1]。
- 田中草一朗：図書館の嘱託職員[1]。
- 吉井満彦：さくらの父、天神社の神主。

## キャスト
特に記述の無い場合、出典は公式サイトから。
- 小芝風花：吉井さくら役
- 香川京子：芦高礼子役
- 横浜流星：芦高幸介役
- 森本レオ：田中草一朗役
- 内場勝則：吉井満彦役
- 森永悠希
- 小牧芽美
- 飯島順子：上嶋弘美役
- 吉川莉早
- 籠谷さくら（X21）: 東川亜美役
- 松田岳
- 山形美智子
- 桜井歌織
- 西久保くにかず

## スタッフ
特に記述の無い場合、出典は公式サイトから。
- 監督：ウエダアツシ[4]
- 脚本：狗飼恭子
- 原案・エグゼクティブプロデューサー：山国秀幸
- 製作：露崎晋、原尚樹、丸山勇雄、根本隆雄
- プロデューサー：吉見秀樹、彦惣康宏、長田安正
- アソシエイトプロデューサー：宮崎大
- 共同プロデューサー：柳瀬太郎、中亮介、小川明日香
- 撮影：松井宏樹
- 照明：佐藤宗史
- 録音：弥栄裕樹
- 装飾：中谷暢宏
- スタイリスト：篠塚奈美、中田麻未
- ヘアメイク：堀口有紀
- 音楽：佐藤和生（チムニィ）
- キャスティング：福田真弓
- 助監督：土岐洋介
- 制作担当：見寄修蔵
- ラインプロデューサー：梅本竜矢
- 主題歌：奇妙礼太郎『欲望のしるし』
- 製作：映画「天使のいる図書館」製作委員会

## DVD
- 2017年10月3日発売（HPBR-173）
  - 封入：ロケ地マップ
  - 映像特典(約35分)：ロケ地紹介映像、奈良県葛城地域名所旧跡映像、舞台挨拶、予告編

## その他
- 協力:公益社団法人日本図書館協会、公益社団法人全国学校図書館協議会、一般社団法人地域デザイン学会[5]